# Gantz (sèrie de pel·lícules)
Gantz és una sèrie de dues pel·lícules d'imatge real japoneses. La primera va ser titulada simplement com a Gantz i la segona Gantz: Perfect Answer. Totes dues es basen en la sèrie de manga original Gantz de Hiroya Oku. Van ser llançades conjuntament el 2011.

## Argument

### Gantz
Dempeus en una estació de metro, un home jove, en Kurono (Kazunari Ninomiya), observa com el seu vell amic d'escola primària, Kato (Kenichi Matsuyama), intenta rescatar un home que ha caigut a les vies. Kurono acaba a les vies amb en Kato després que l'home fos rescatat, però llavors el tren passa a través de l'estació. Ambdues persones se sorprenen en trobar que no són morts, sinó que es van traslladar a una habitació amb altres persones. En donen la volta i veuen una estranya esfera negra, d'uns dos metres de diàmetre.
Abans que puguin descobrir el que ha succeït, l'esfera comença a mostrar missatges en la seva superfície, incloent una que els diu que han de matar. Després dels missatges de l'esfera s'obren dos grans calaixos plens de maletins metàl·lics i pistoles estranyes. Ells creuen que són part d'un joc estrany on no només s'ha de trobar la manera de jugar, sinó també la manera de sobreviure.

### Gantz: Perfect Answer
En Kurono decideix seguir jugant per aconseguir 100 punts, i ell i diversos membres restants de l'equip segueixen treballant per Gantz. Una dona, Madoka Eriko (Ayumi Ito), rep un petit paquet en el seu correu, es tracta d'una esfera de color negre. L'esfera comença a deixar anar missatges - dient-li que té la primera clau i li dona les gràcies pel seu treball de la nit anterior, però ella no s'adona què ha fet. L'esfera li diu que hi ha quatre claus que condueixen a l'habitació (la que té la gran esfera coneguda com a Gantz) i després li dona els detalls sobre la propera persona que ha de matar. Les tres primeres persones a qui mata en aparèixer a la sala d'esfera i unir-se a l'equip.
Es va posar de manifest que hi ha algú després dels esdeveniments previs que van conduir a la desaparició de Kato, tenen evidència sobre persones desaparegudes i cossos. L'investigador eventualment descobreix una habitació al soterrani misteriós ple de gent i se li comenta de seguir una altra pista abans de tenir el secret de l'habitació i l'esfera que li va donar el seu líder. En Kurono i el seu equip són enviats a matar el líder dels homes del soterrani, i alhora l'Eriko és al tren per matar interès per l'amor d'en Kurono.

## Producció i llançament
El 24 de novembre de 2009, es va anunciar que dos pel·lícules d'imatge real sobre Gantz estaven en producció, basat en l'homònim llibre de còmics manga i sèrie d'animació anime del mateix nom. Els protagonistes de les pel·lícules són Kazunari Ninomiya i Kenichi Matsuyama, en els papers de Kurono i Kato respectivament, i són dirigits per Shinsuke Sato. Ambdues pel·lícules es van llançar el 2011: la primera, Gantz, al gener; i la segona, Gantz: Perfect Answer, a l'abril. Les animacions generades per ordinador (CG) van ser realitzades per Digital Frontier.
La primera pel·lícula, titulada Gantz, es va estrenar al Japó el 29 de juny de 2011. Es va realitzar una projecció espacial nocturna als Estats Units el 20 de gener de 2011, mentre que la pel·lícula va ser transmessa simultàniament als cinemes de 46 estats; amb la pel·lícula doblada a l'anglès durant aquest esdeveniment únic. Al final de la projecció especial a Los Angeles,al Mann's Chinese 6 Theater, hi va haver una conversa i entrevista en directe amb els dos protagonistes masculins, així com un teaser tràiler de Gantz: Perfect Answer. La pel·lícula es va estrenar al Regne Unit al Sci-Fi-London Festival el 26 d'abril de 2011 al Apollo Theatre de Piccadilly Circus, Londres. The film was not dubbed, instead it was shown with the original soundtrack and accompanying subtitles.
Ambdues pel·lícules, Gantz i Perfect Answer, van ser projectades a San Diego, Califòrnia, com a part del Comic-con International al Gaslamp 15 Theater el 22 i 23 de juliol de 2011.

## Repartiment
- Kurono - Kazunari Ninomiya
- Kato - Ken'ichi Matsuyama
- Tae Kojima - Yuriko Yoshitaka
- Nishi - Kanata Hongō
- Kei Kishimoto - Natsuna Watanabe

## Crítica
Entertainment Today va declarar que Gantz, la primera pel·lícula, "Era bona, però el doblatge/veu-en-off li van restar valor a la pel·lícula." Twitch Film va constatar que els efectes van ser "bastant impressionants" i van comentar que "una peça de cinema amb crispetes d'estil japonès." The Japan Times va declarar que la segona pel·lícula, Gantz: Perfect Answer, està plena d'acció però té un seguiment decebedor.
Ed Gross de ComicBookMovie.com va declarar que el doblatge en anglès de Gantz fou terrible, però va declarar que l'acció va ser "molt envoltant, afegint que la violència va ser convenient" i que "presumeix d'alguns efectes visuals impressionants i algunes escenes molt intenses!" En veure Gantz: Perfect Answer, va declarar "això representa una mica de l'actuació més apassionada i la sang de bombament en acció que pot haver en una pel·lícula. No puc expressar el macarra resposta perfecta que és. Si bé està lluny de ser un producte perfecte, és una pel·lícula d'acció de ciència-ficció com cap altra que traspua amb encant i realment enganxa!"